# Achdorf (Blumberg)
Achdorf ist ein Stadtteil der Stadt Blumberg im östlichen Wutachtal im Schwarzwald-Baar-Kreis in Baden-Württemberg.

## Geschichte
Die erste Nennung des Ortes Achdorf geht auf das Jahr 775 zurück. Die Nennung der anderen, heute noch existenten Orte, geht auf die Jahre 802 (Aselfingen), 10. Jahrhundert (Eschach und Opferdingen) und ca. 1300 (Überachen) zurück.
In Achdorf wurde eine Münze des Magnentius gefunden. 1397 kam Achdorf zusammen mit Überachen von den Edlen von Blumberg an Berthold Keller von Stühlingen, Kirchherr in Achdorf. 1404 von diesem an Heinrich Irmensee von Schaffhausen. 1409 von dessen letzten Nachkommen an Hans Cron, Bürger zu Schaffhausen, der es noch im gleichen Jahr an das Kloster St. Blasien veräußerte. 1803 kam Achdorf an das Großpriorat des Malteserordens. 1805 im Frieden von Preßburg kam Achdorf an das Königreich Württemberg und 1806 an das Großherzogtum Baden.
Am 1. April 1972 wurde Achdorf in die Stadt Blumberg eingegliedert.

## Neuzeit
Zu dem einstigen Hauptort Achdorf gehörten bis zur Gemeindereform 1972 die Orte Aselfingen und Überachen im Wutachtal und die Orte Eschach und Opferdingen im Krottenbachtal, dem sogenannten Obertal. In dem ehemaligen Gebiet lagen die Wüstungen Helzenhofen und Katzaunstaige südlich von Achdorf, Weschbach und Mühlefingen westlich von Aselfingen, Bachreuthof und Dampfhausen nördlich von Aselfingen im Aubachtal, Zimmern und Keglingen im Dreieck Opferdingen, Eschach und Riedböhrigen im Wald. Die Wüstungen sind heute noch teilweise Gewannamen.

## Geologie

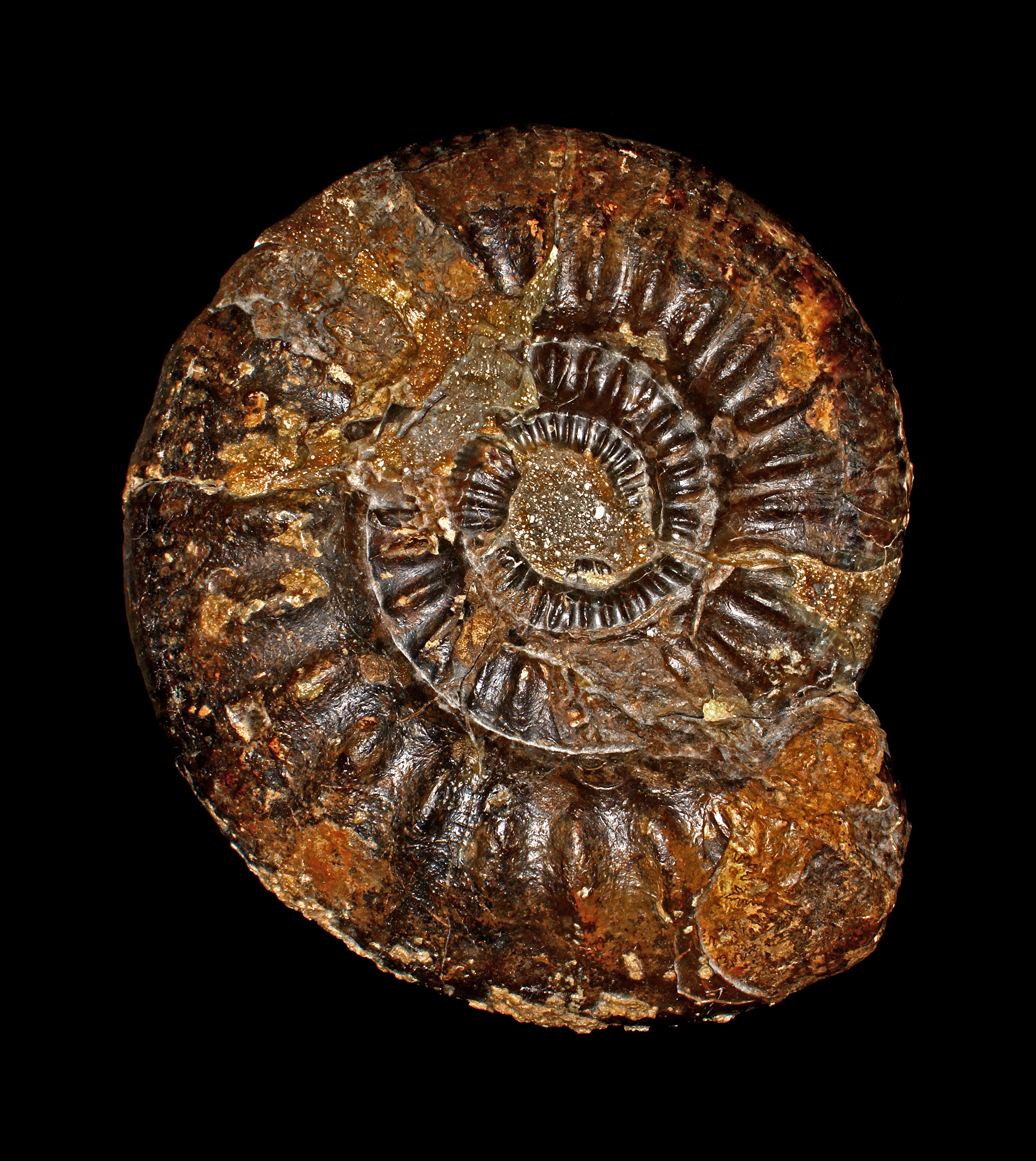
Ammonit aus Achdorf Homoeoplanulites funatus

Die Wutach hat sich hier tief in die Ablagerungen der Sedimentgesteins des Jura eingegraben. Rund um Achdorf finden sich einige Aufschlüsse des Schwarzjura. Am Steilabhang des Eichbergs werden unter anderem pyritisierte Ammoniten aus der Zeit des Braunjura gefunden. Nach dem Eichberg ist die Eichberg-Formation benannt.

## Infrastruktur und Wirtschaft
Die Gemeinde ist landwirtschaftlich geprägt; einige wenige Höfe werden im Haupterwerb geführt. Daneben ist der Tourismus seit langem eine wichtige Einnahmequelle.

## Verkehr

### Straßen
Von Nord nach Süd durchschneidet die K 5742 die Gemeinde. Sie verbindet die Ortschaften Achdorf, Eschach und Opferdingen mit den Nachbarorten Fützen im Süden und Hausen vor Wald, nordöstlich von Opferdingen. Der Straßenabschnitt Achdorf-Fützen steht außerdem unter Denkmalschutz und wird von den Einheimischen nicht nur wegen der interessanten Streckenführung gerne als Wellblechweg bezeichnet. Sie führt über Hangformationen des Keupers was zusammen mit Quellhorizonten zu dieser Wellenbildung führt. Die Kreisstraßen 5747 und 5743 sind die Straßen von Achdorf nach Blumberg bzw. in Richtung Wutachmühle bis zur Kreisgrenze, die K5744 verbindet Opferdingen mit Riedböhringen. Außerdem gibt es mehrere Gemeindestraßen, die das Achdorfer Tal mit den Orten Lausheim, Blumegg und Ewattingen im Landkreis Waldshut verbinden.

### Bahn
Die im Jahr 1890 eingeweihte Wutachtalbahn sollte über eine Weiche am Bahnhof Lausheim durch die Wutachflühen und das obere Wutachtal mit der Bahnstrecke Neustadt im Schwarzwald-Bonndorf im Schwarzwald verbunden werden. Aufgrund der Kriege in der ersten Hälfte des 20. Jahrhunderts und dem Aufkommen des Automobils wurden die Planungen schließlich verworfen. Die Bahnstrecke Neustadt – Bonndorf ist vollständig rückgebaut.

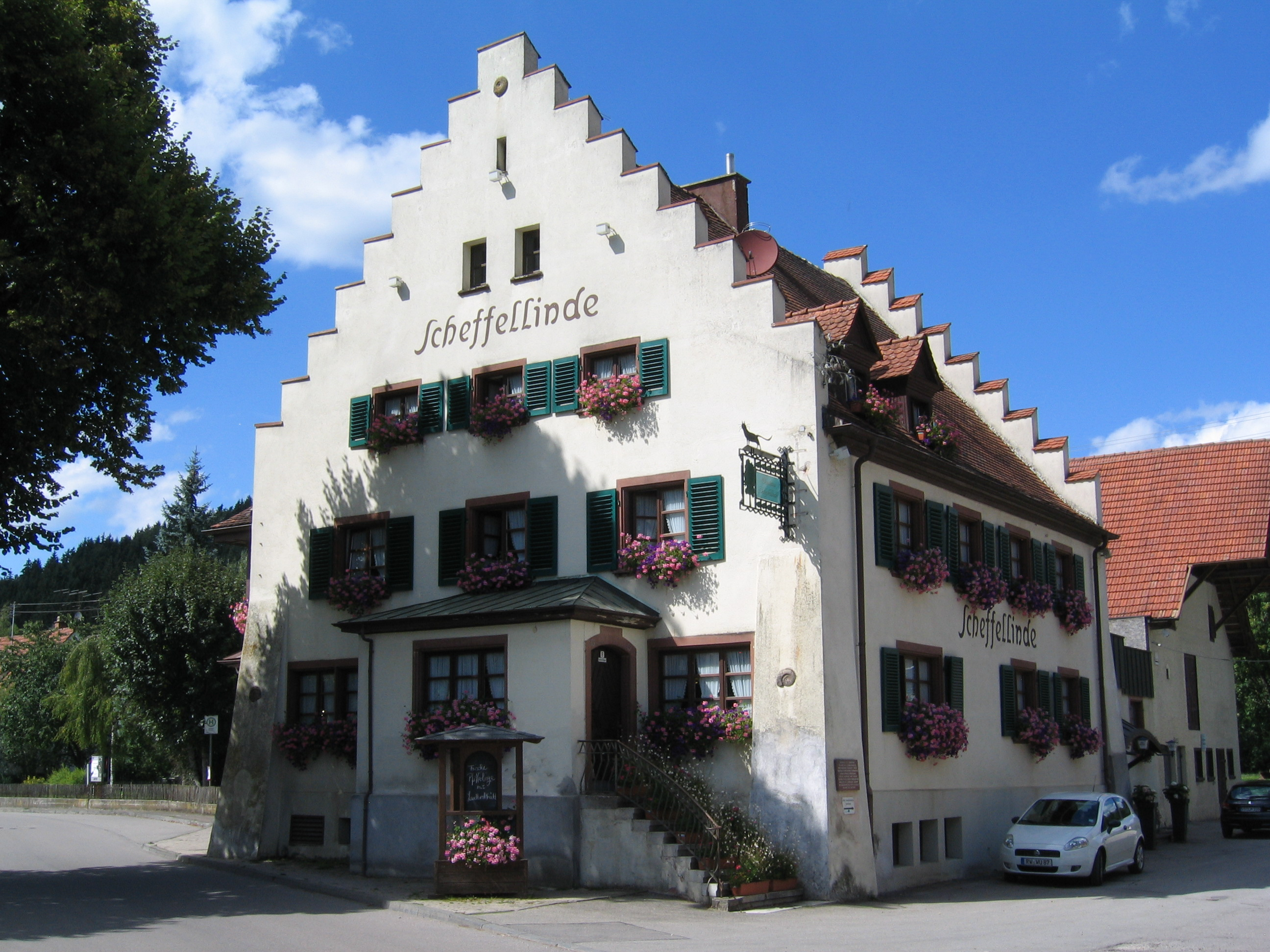
Das Gasthaus Scheffellinde in Achdorf, hier war einst der Dichter Victor von Scheffel zu Gast und besang den Ort

## Persönlichkeiten
In der Gemeinde Achdorf gastierte der berühmte Dichter Josef Viktor von Scheffel (1826–1886) zuweilen in der Linde zu Achdorf, die heute Scheffellinde heißt.

## Politik
In Achdorf gibt es einen Ortsvorsteher und einen Ortschaftsrat.

## Wappen
Das Wappen ist gespalten, es zeigt den Goldenen Hirsch des Klosters St. Blasien und einen Grünen Baum als Hinweis auf die Scheffel-Linde.